# Фаррел, Франклин
Франклин «Фрэнк» Фаррел III (англ. Franklin "Frank" Farrel III; 23 марта 1908, Ансония, Коннектикут — 2 июля 2003, Норт-Брэнфорд) — американский хоккеист, вратарь; серебряный призёр зимних Олимпийских игр 1932 года.

## Биография
Учился в Йельском университете, выступал за хоккейную команду университета на протяжении четырёх лет. Также играл в футбол и лакросс, во всех трёх видах спорта был вратарём. Защищал ворота любительского клуба «Сент-Николас».
В составе сборной США по хоккею провёл шесть матчей на турнире зимних Олимпийских игр 1932 года в Лейк-Плэсиде и стал серебряным призёром Игр.
После карьеры игрока-любителя Фаррел занялся семейным бизнесом, став президентом компании Farrel Corporation в 1955 году. В 1969 году стал исполнительным вице-президентом USM Corporation.